# Яблонський Микола Миколайович
Мико́ла Микола́йович Ябло́нський (30 липня 1988 — 7 липня 2016) — молодший сержант Збройних сил України, учасник російсько-української війни.

## Життєпис
Народився 1988 року в селі Сергіївка (сучасний Нікольський район, Донецька область). Закінчив школу в селі Республіка.
У часі війни — молодший сержант 131-го окремого розвідувального батальйону, командир взводу–командир машини.
7 липня 2016 року під вечір поблизу села Лопаскине (Новоайдарський район) на керованому фугасі біля річки підірвався мікроавтобус «Фольксваген», загинули старшина Анатолій Ковальський та молодший сержант Микола Яблонський.
Похований у селі Федорівка, Нікольський район.
Без Миколи лишилася батьки, дружина, маленька дитина.

## Нагороди та вшанування
- указом Президента України № 383/2016 від 2 вересня 2016 року «за особисту мужність і високий професіоналізм, виявлені у захисті державного суверенітету та територіальної цілісності України, вірність військовій присязі» — нагороджений орденом «За мужність» III ступеня (посмертно)[1]
- відзнакою Міністерства оборони України «Знак Пошани»
- 17 березня 2017 року у школі села Республіка відкрито пам'ятну дошку Миколі Яблонському.